# Aricia medon
Aricia medon är en fjärilsart som beskrevs av Hüfnagel 1776. Aricia medon ingår i släktet Aricia och familjen juvelvingar. Inga underarter finns listade i Catalogue of Life.